# Papoušek červenotemenný
Papoušek červenotemenný (Purpureicephalus spurius), taktéž někdy nazývaný papoušek červenočapkový, je druh pestře zbarveného australského papouška, jediného druhu z monotypického rodu Purpureicephalus. Řadí se do čeledi Psittaculidae.

## Výskyt

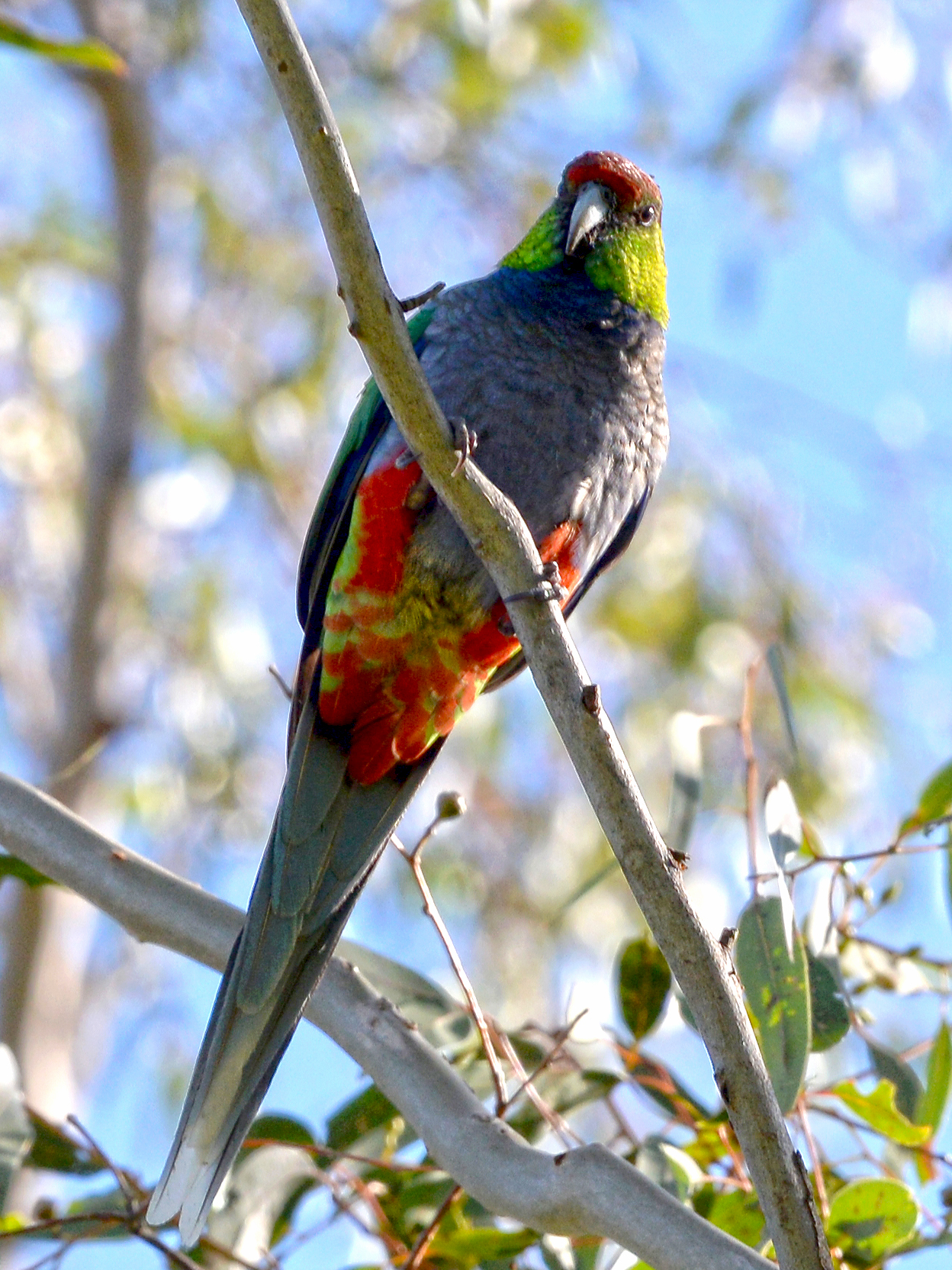
Papoušek sedící na větvi

Papoušek červenotemenný se vyskytuje v otevřených lesích a vřesovištích v jihozápadní Austrálii. Vyskytuje se v okolí řeky Moore až k pobřeží u města Esperance. Jejich areál výskytu kolem pobřeží se rozkládá mezi městem Gingin a vesnicí Mooliabeenee.

## Popis

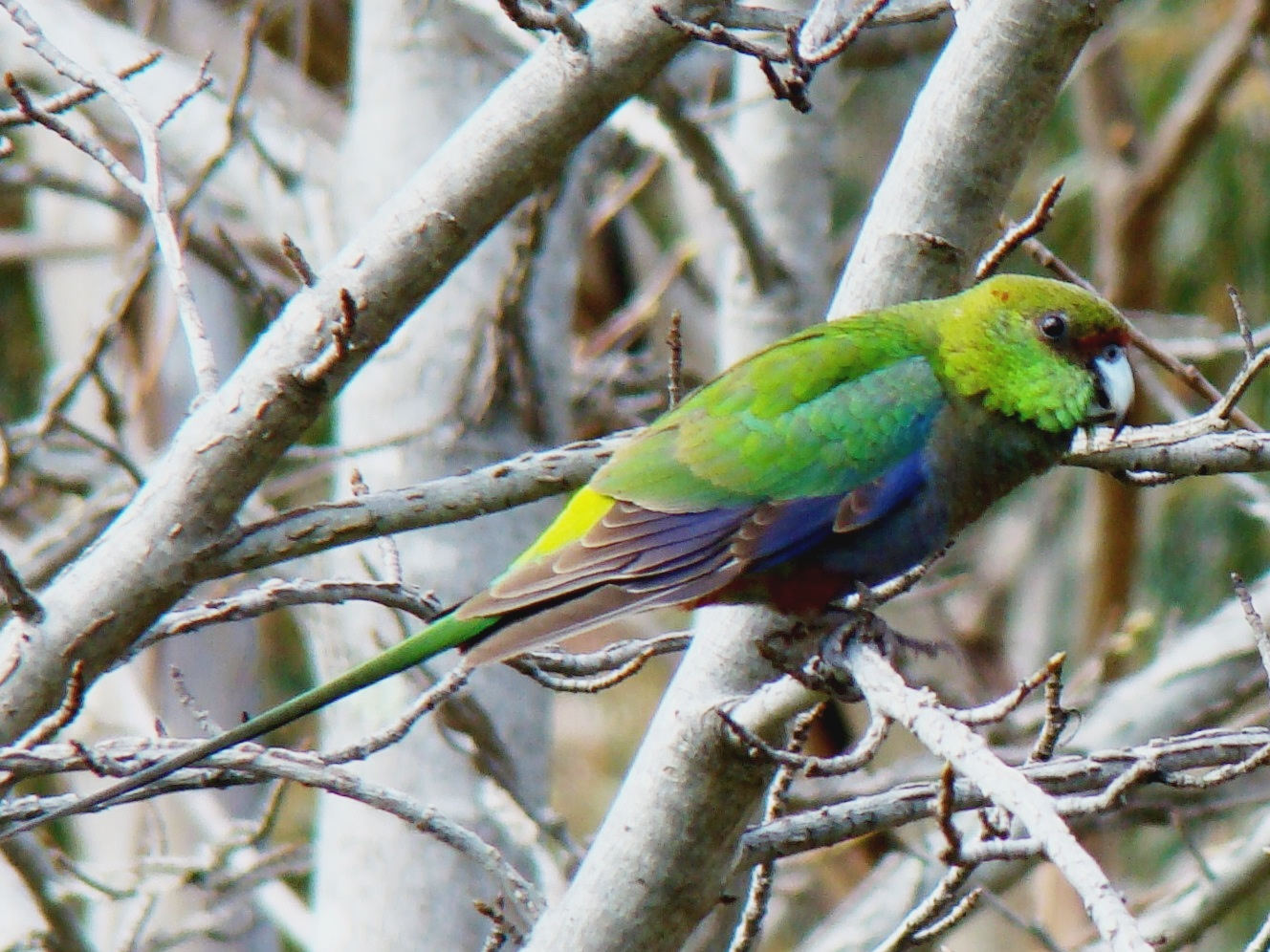
Mládě papouška červenotemenného

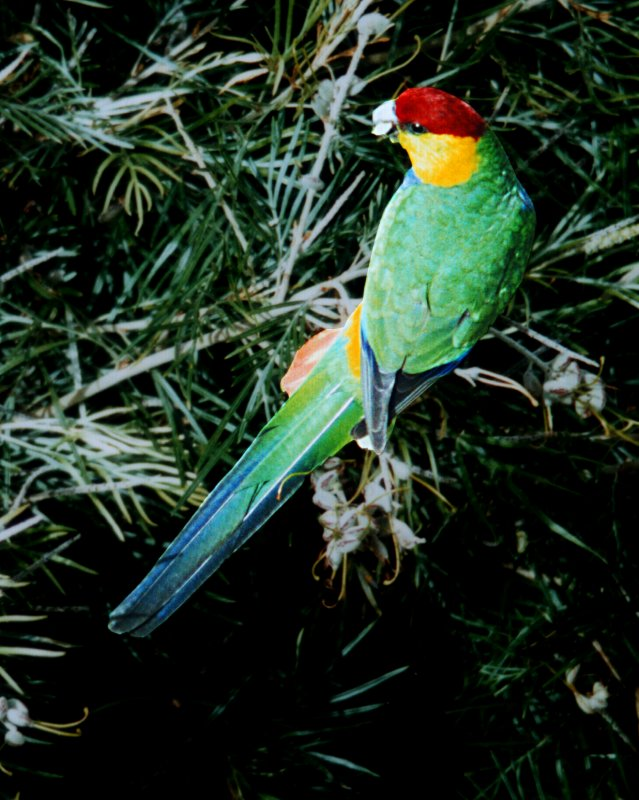
Papoušek červenotemenný

Papoušek červenotemenný je vysoký 36 cm a váží 100 g. Je pestře zbarven; ocas a hruď jsou fialové, temeno hlavy, stehna a podbřišek červené, křídla a horní část zad tmavě zelená, tváře a dolní část zad světle zelené. U mláďat chybí červená barva na temeni, samci jsou pestřeji zbarveni než samice. Běháky a zobák jsou šedé, oko s nevýraznou tmavě hnědou duhovkou a šedým očním kroužkem kolem něj, nad zobákem lze vidět též šedé ozobí.

## Chování
Papoušci červenotemenní se obvykle vyskytují v menších skupinách v rozmezí čtyřech až šesti jedinců, ale někdy i ve velkých skupinách mezi dvaceti a třiceti jedinci. Vzácně se může vyskytnout i skupina o stu jedinců, ta se však obvykle skládá pouze z mláďat. Papoušci červenotemenní se setkávají též s jinými druhy papoušků, jako je například barnard límcový nebo rosela žlutolící. Papoušci červenotemenní jsou obvykle plaší a při vyrušení odlétají do vyšších částí stromů, kvůli čemuž je zkoumání jejich chování složité. Z tohoto důvodu není o jejich chování mnoho známo. V zajetí jsou papoušci nesnášenliví k jakýmkoliv jedincům stejného druhu, lze je tedy chovat pouze v párech.

## Rozmnožování
Hnízdní sezóna papouška červenotemenného je mezi srpnem a prosincem. Papoušek hnízdí v dutinách stromů, jako jsou Eucalyptus rudis (druh blahovičníku) nebo myrtovité stromy Melaleuca ve výšce padesáti až sta metrů. Do této dutiny naklade samice pět až devět bílých vajec, přičemž pár hnízdo agresivně brání před jinými ptáky, ale i jinými papoušky červenotemennými. Na vejcích sedí samice a samec jí obstarává potravu. Mláďata se vylíhnou po 20 až 24 dnech. Po první dva týdny je krmí pouze samice, poté se v krmení pár střídá.
Papoušek červenotemenný je za celého svého života monogamní a páry si mezi sebou vytvářejí silný vztah přibližně ve věku dvaceti měsíců. U mladších samic bylo zaznamenáno vytváření párů se staršími samci již ve věku osmi až devíti měsíců, avšak tyto samice nejsou ještě schopny odchovat mláďata.

## Potrava
Papoušek červenotemenný se živí semeny z různých druhů blahovičníků a jiných stromů, nebo též akácie, banksie, bodláků, ostropestřece mariánského, přesličníku. Rovněž se živí různými trávami, bylinami, mandlemi, nektarinkami, olivami, broskvemi, švestkami, granátovými jablky a ovocem ze zederachu hladkého.

## Chov
Díky svému atraktivnímu zbarvení je papoušek červenotemenný žádaný a i poměrně běžný v chovech, avšak v zajetí papoušek často projevuje úzkost a jeho rozmnožování je složité. Poprvé byl papoušek červenotemenný úspěšně odchován v Anglii v roce 1909. V Česku se poprvé podařilo papoušky odchovat v roce 1973, nechová je zde ale žádná zoologická zahrada.

## Ohrožení
Papoušek červenotemenný je podle červeného seznamu IUCN klasifikován jako málo dotčený taxon. Vzhledem k poškozování ovocných sadů byli papoušci považováni za škůdce a odstřelováni, i když bylo v roce 1985 prokázáno, že poškození sadů nebylo závažné. V roce 1943 byl papoušek prohlášen za škůdce v zemědělských distriktech Collie a West Arthur. Navzdory tomuto populace papouška roste. Podle CITES je papoušek červenotemenný uveden v příloze II, díky čemuž je mezinárodní obchod s papoušky omezen a podřízen dozoru.